# Heather
Heather – wieś w Anglii, w hrabstwie Leicestershire, w dystrykcie North West Leicestershire. Leży 21 km na zachód od miasta Leicester i 159 km na północny zachód od Londynu.